# AHTC Wien
Der Akademische Hockey- und Tennisclub Wien ist ein rund 500 Mitglieder starker Hockeyverein mit Sitz im Wiener Prater, genauer im Hockeystadion. Gegründet wurde der Verein 1947 von den Faustball-Spielern Kurt Meszaras, Karl Papasian, Friedl Schmutz, Erich Matthes und Ingo Nowak, die aufgrund fehlender Gegner beschlossen hatten, einen Hockeyverein zu gründen. Der in hellblauen Hemden, weißen Hosen und hellblau-weiß geringelten Stutzen spielende Club hat sich unter den Top 3 des österreichischen Hockey etabliert.
Im Erwachsenenbereich gewann der AHTC 62 nationale Titel im Hockey (Feld und Halle). Dazu kommen noch einmal über 50 Meisterschaften der im Jahr 1952 gegründeten Jugendabteilung. Als amtierender Meister nahm das Herrenteam 2007/2008 in der Debütsaison der Euro Hockey League in dem Bewerb in Den Haag teil, scheiterte aber bereits in der Vorrunde am englischen Vertreter Cannock HC und dem HC Dinamo Kazan aus Russland.

## Vorstand
- Ehrenpräsident: Hans Slond
- Präsident: Wolfgang Monghy
- Vizepräsident Vorstand Administration: Heinz Mosser
- Vizepräsident Vorstand Finanzen: Christian Schmidt
- Vizepräsident Vorstand Marketing & Kommunikation: Meike Waldner
- Vizepräsident Vorstand Sport: Peter Proksch
- Kassaprüfer: Marion Gerö
- Generalsekretär: Michael Zettl

- Sekretariat: Doris Daxböck

## Europapokal
| Europapokalbilanz Herren Feld |                       |        |       |                |
| Jahr                          | Wettbewerb            | Niveau | Platz | Ort            |
| 1998                          | Cup Winners Trophy    | 2      | 3     | Rom            |
| 2000                          | Cup Winners Challenge | 3      | 1     | Wien           |
| 2001                          | Cup Winners Trophy    | 2      | 4     | Wien           |
| 2003                          | Club Champions Trophy | 2      | 1     | Rom            |
| 2004                          | Cup Winners Trophy    | 2      | 3     | Wien           |
| 2005                          | Cup Winners Trophy    | 2      | 3     | Wien           |
| 2008                          | Euro Hockey League    | 1      | VR 24 | Den Haag       |
| 2009                          | Club Trophy           | 2      | 5     | Dublin         |
| 2010                          | Club Challenge        | 3      | 3     | Wien           |
| 2011                          | Club Trophy           | 2      | 1     | Rom            |
| 2012                          | Euro Hockey League    | 1      | VR 24 | Mülheim        |
| 2013                          | Euro Hockey League    | 1      | VR 24 | East Grinstead |
| 2014                          | Club Trophy           | 2      | 7     | Cagliari       |
| 2015                          | Club Challenge        | 3      | 3     | Wettingen      |
| 2017                          | Club Trophy           | 2      | 6     | Elektrostal    |

## Erfolge
Herren

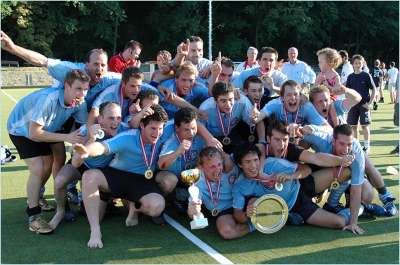
Freude über den Meistertitel 2007

- EuroHockey Club Champions Trophy: 2003
- Euro Hockey Club Trophy: 2011
- Euro Hockey Cup Winners Challenge: 2000
- Österreichischer Feldhockeymeister (14): 1970, 1971, 1972, 1975, 1977, 1978, 1979, 1981, 1984, 2002, 2007, 2008, 2009, 2010, 2011, 2012
- Österreichischer Hallenhockeymeister (9): 1960, 1969, 1970, 1971, 1972, 1973, 2009, 2010, 2012

Damen
- Österreichischer Feldhockeymeister (28): 1949, 1952, 1953, 1958, 1959, 1961, 1962, 1963, 1965, 1966, 1967, 1968, 1970, 1971, 1972, 1973, 1974, 1975, 1976, 1988, 1989, 1990, 1991, 1993, 1994, 1995, 2019, 2021, 2022
- Österreichischer Hallenhockeymeister (11): 1951, 1959, 1961, 1962, 1963, 1972, 1973, 1974, 1975, 1990, 1991

## Ergebnisse der Feldsaison 2016/2017
- Herren Bundesliga: 4. Platz
- Damen Bundesliga: 2. Platz
- Herren C: 2. Platz
- u18 weiblich SG mit WAC: 3. Platz
- u18 männlich SG mit Post SV: 2. Platz
- u16 weiblich SG mit WAC: 3. Platz
- u16 männlich: 6. Platz
- u14 weiblich SG mit HC Wien: 1. Platz
- u14 männlich: 7. Platz
- u12: 5. Platz
- u10: 4. Platz
- u9 weiblich: 1. Platz
- u9 männlich: 3. Platz

[Bei zweifacher Besetzung in einer Altersklasse heißt eine Mannschaft des AHTC Universitas]

## Aktuelle Nationalteamspieler
Herrenteam Österreich: 
- Albrecht Florian
- Rizzi Laurenzo
- Soldat Christoph

 Damenteam Österreich: 
- Czech Johanna
- Dvorak Corinna
- Gerö Miriam
- Gnehm Fabienne (GK)
- Kern Laura
- Konrat Ruth
- Moser Maja
- Proksch Katharina
- Stedronsky Corina (GK)

 u21 männlich Österreich: 
- Albrecht Florian
- Schiesser Lukas
- Wohlschläger Leonard

 u21 weiblich Österreich: 
- Czech Johanna
- Frey Josefa
- Gnehm Fabienne (GK)
- Kern Laura
- Monghy Marilena
- Pohl Leonie
- Proksch Katharina
- Stedronsky Corina (GK)
- Szladits Hannah

 u18m Österreich: 
- Fink Adrian
- Frey Frederik
- Leitner Lenz
- Lieben Theodor
- Mosser Lukas
- Munaweera Anuga
- Schiesser Erik
- Strobach Otto

 u18w Österreich: 
- Atmanska Olivia
- Haselsteiner Anja
- Kutzelnig Selma
- Moser Tara
- Offner Johanna
- Pöschl Aimee
- Proksch Katharina
- Proksch Phillippa
- Wesemann Ella

## Herrenteam Saison 2009
| Nr. | Name                 | Alter |             | Position   | Saisons | EC | Lsp. |
| --- | -------------------- | ----- | ----------- | ---------- | ------- | -- | ---- |
| 1   | Fabian Starsich      | 18    | Osterreich  | Torhüter   | 1       | 1  |      |
| 3   | Martin Kopca         | 39    | Slowakei    | Abwehr     | 11      | 4  | 51   |
| 4   | Armin Stremitzer     | 26    | Osterreich  | Abwehr     | 1       | 1  | 105  |
| 5   | Lars Wilckens        | 25    | Deutschland | Sturm      | 3       | 2  |      |
| 7   | Gerald Netal (Capt.) | 34    | Osterreich  | Abwehr     | 18      | 6  | 136  |
| 8   | Lukas Frank          | 27    | Osterreich  | Abwehr     | 4       | 2  |      |
| 10  | Jaime Marin          |       | Spanien     |            |         |    |      |
| 11  | Wolfgang Laminger    | 30    | Osterreich  | Mittelfeld | 16      | 6  | 67   |
| 12  | Adam Amtmanski       | 26    | Osterreich  | Mittelfeld | 10      | 5  |      |
| 13  | Thomas Binder        | 29    | Osterreich  | Mittelfeld | 11      | 6  | 6    |
| 14  | Peter Proksch        | 33    | Osterreich  | Sturm      | 18      | 6  | 192  |
| 15  | Markus Graser        | 26    | Osterreich  | Mittelfeld | 6       | 4  | 61   |
| 16  | Dominik Monghy       | 24    | Osterreich  | Sturm      | 6       | 4  | 28   |
| 17  | Philip Greutter      | 25    | Osterreich  | Mittelfeld | 7       | 3  | 59   |
| 18  | Matthias Gerö        | 19    | Osterreich  | Abwehr     | 3       | 2  | 8    |
| 22  | Elmar Stremitzer     | 26    | Osterreich  | Mittelfeld | 1       | 1  | 82   |
| 23  | Fabian Zeidler       | 18    | Osterreich  | Abwehr     | 3       | 2  | 10   |
| 24  | Jakob Schwarz        | 19    | Osterreich  | Sturm      | 3       | 2  | 3    |
| 30  | Lukas Graser         | 25    | Osterreich  | Torhüter   | 6       | 4  | 35   |